# 异柏油酸
异柏油酸（英語：Isocupressic acid）是一种植物产生的二萜有机酸，分子式C20H32O3，可导致牛流产，存在于西黄松（学名：Pinus ponderosa）的各个部分，特别是针叶， 此外还存在于扭葉松（学名：Pinus contorta）、杰弗瑞松（学名：Pinus jeffreyi）甚至可能辐射松（学名：Pinus radiata）中。